# الماضي المستمر
الماضي المستمر (بالإنجليزية: Past Continuous)‏ هو زمن من أزمنة اللغة الإنجليزية. وهو الزمن الذي يشير إلى فعل أو حدث مستمر في زمن الماضي. أي أن هذا الحدث مازال في الاستمرار في الماضي بحيث بدأ في وقت معين في الماضي واسمتر في الماضي وأيضا يمكننا استخدامه لرواية القصص والحكايات و نستخدمه أيضا لشرح الأحداث ك طويلة المدى و قصيرة المدى
Ex: I was sleeping when you called me 
I arrived while you were cleaning 

## التكوين
يتكون زمن الماضي المستمر من was/were + v.ing.